# Reinhold Klee
Reinhold Klee (* 27. November 1947) ist ein ehemaliger deutscher Fußballspieler und -funktionär. Mit 132 Einsätzen (5 Tore) ist Klee der Regionalliga-Rekordspieler von SG Wattenscheid 09. Er gehörte der Meistermannschaft der Saison 1973/74 in der Fußball-Regionalliga West an.

## Sportlicher Werdegang
Klee hat bei ETB Schwarz-Weiß Essen von 1966 bis 1968 in der zweitklassigen Regionalliga West 16 Ligaspiele bestritten und wechselte 1968 von Schwarz-Weiß Essen zur SG Wattenscheid 09. Als der ETB in der Saison 1966/67 die Vizemeisterschaft an den Uhlenkrug holte, war das junge Talent unter Trainer Horst Witzler an der Seite von Mitspielern wie Ulrich Braun und Hans Walitza bereits zu sieben Rundeneinsätzen gelangt. In der Regionalliga debütierte der Nachwuchsspieler am 11. September 1966 bei einem 1:0-Auswärtserfolg bei Arminia Bielefeld. 1969 stieg er mit Wattenscheid als Meister der Verbandsliga Westfalen in die Regionalliga auf, wo der Abwehrspieler in den folgenden Jahren sich mit dem Klub im vorderen Tabellenbereich etablierte. In der Spielzeit 1973/74 gewann er unter Trainer Karlheinz Feldkamp und Mitspielern wie Hans Bongartz, Ewald Hammes und Jürgen Jendrossek die Meisterschaft in der Regionalliga West, daraufhin zog er mit den 09ern in die Aufstiegsrunde zur Bundesliga ein. Hinter Eintracht Braunschweig und dem 1. FC Nürnberg verpasste der Klub als Dritter den Erstligaaufstieg, hatte sich aber für die 2. Bundesliga qualifiziert. Hier spielte er noch bis 1977 und lief in den ersten drei Runden der 2. Bundesliga für Wattenscheid in 104 Zweitligaspielen auf, ehe er seine Profilaufbahn beendete.
Später engagierte Klee sich bei der SG Wattenscheid 09 unter Präsident Karl Schiltz im Vorstand und war in den 1980er Jahren Manager des Klubs, er holte dabei junge Spieler wie Sergio Allievi und Thorsten Fink zum Klub. Zu dieser Zeit rückte der Klub in die Spitzengruppe der 2. Bundesliga auf. In der Spielzeit 1987/88 verpasste die Mannschaft aufgrund der schlechteren Tordifferenz gegenüber dem SV Darmstadt 98 die Relegationsspiele zur Bundesliga. Im folgenden Jahr verpflichtete er Hans Bongartz, an dessen Seite er in den 1970ern in der Regionalliga gespielt hatte, als neuen Trainer. Unter diesem stiegen die 09er 1990 in die Bundesliga auf, wo sich die Mannschaft vier Jahre hielt.
1997 absolvierte Klee eine Ausbildung beim DFB als Spielerberater.